# Miguel Montes García
Miguel Montes García (Degollado, Jalisco, 23 de septiembre de 1937 - León, Guanajuato, 11 de septiembre de 2020) fue un abogado y político mexicano, miembro del Partido Revolucionario Institucional, fue en dos ocasiones diputado federal y ministro de la Suprema Corte de Justicia de la Nación. En 1994 fue el primer subprocurador especial para la investigación del asesinato de Luis Donaldo Colosio.

## Educación
Miguel Montes fue licenciado en Derecho egresado de la Universidad de Guanajuato; su tesis se tituló «La integración de los tribunales del trabajo y el procedimiento laboral: Sugestiones para su reforma». Fue miembro de la Academia Mexicana de Derecho del Trabajo y Previsión Social.

## Carrera política
Inició su carrera como funcionario público en el estado de Guanajuato, como procurador federal de la Defensa del Trabajo de 1960 a 1963 y presidente de la Junta Central de Conciliación y Arbitraje de 1963 a 1965. En la administración del gobernador Luis H. Ducoing, fue director de Educación Pública de 1973 a 1975 y secretario general de Gobierno de 1975 a 1976.
Fue en dos ocasiones diputado al Congreso de Guanajuato, de 1970 a 1973 y de 1979 a 1982, periodo este último durante el que llegó a ocupar la presidencia del Congreso.

## Diputado federal y presidente de la Cámara de Diputados
En dos ocasiones fue elegido diputado federal como miembro del PRI. La primera ocasión fue a la L Legislatura de 1976 a 1979 en representación del Distrito 4 de Guanajuato.
La segunda fue en 1988, electo a la LIV Legislatura en las controvertidas elecciones de 1988 en representación del Distrito 1 de Guanajuato. Las elecciones, en las que se había atribuido la mayoría de los votos al candidato del PRI, Carlos Salinas de Gortari, eran señaladas como fraudulentas por el Frente Democrático Nacional y el PAN, y debía ser calificada, es decir declarada válida, por la Cámara de Diputados constituida en Colegio Electoral. 
Miguel Montes fue elegido presidente de la Cámara de Diputados para el mes de septiembre de 1988, le correspondió en consecuencia el 1 de septiembre presidir la sesión en que rindió su Sexto Informe de Gobierno el entonces presidente Miguel de la Madrid Hurtado. En dicha sesión ocurrió la primera interpelación de un legislador opositor, —el senador Porfirio Muñoz Ledo— que a gritos interrumpió al presidente, reclamándole el fraude electoral. Así mismo, durante dicho mes de septiembre, y por sobre las protestas de los diputados de oposición, logró con los votos del PRI la calificación de la elección y declaratoria de Carlos Salinas de Gortari como presidente constituticional.
Solicitó licencia y pasó a ocupar la presidencia del PRI en Guanajuato, aspirando a la candidatura a gobernador en 1991; al recaer dicha candidatura en Ramón Aguirre Velázquez, dejó la dirigencia del PRI y fue nombrado procurador general de Justicia del Distrito Federal.

### Ministro de la Suprema Corte y Caso Colosio
Dejó la procuraduría menos de un año después, al ser propuesto por el presidente Carlos Salinas de Gortari, y aprobado por el Senado de la República como ministro numerario de la Suprema Corte de Justicia de la Nación.
El 23 de marzo de 1994 ocurrió el Tijuana, Baja California, el asesinato de Luis Donaldo Colosio entonces candidato del PRI a la presidencia. Al día siguiente, 24 de marzo, Carlos Salinas anunció la creación se una subprocuraduría especial encargada de investigar el crimen y la designación de Miguel Montes García para encabezarla, por lo que al día siguiente el Senado le otorgó licencia al cargo de ministro de la Corte. Trascendió que su designación habría sido pedida o al menos apoyada, por la viuda del candidato, Diana Laura Riojas, quien habría rechazado la primera opción para el cargo, Santiago Oñate Laborde.
Permaneció al frente de la investigaciones del asesinato de Colosio, del 28 de marzo al 18 de julio de 1994, fecha en que entrega resultados al considerar agotada la investigación y renuncia al cargo. Al inicio de su gestión apoya la teoría de la "acción concertada" en contra del candidato, para finalmente declarar que Mario Aburto Martínez sería el único autor tanto material como intelectual del magnicidio.

## Fallecimiento
Murió en la ciudad de León, Guanajuato, el 11 de septiembre de 2020.